# The World Unseen
Pour plus de détails, voir Fiche technique et Distribution.
The World Unseen est un film historique sud-africain réalisé par Shamim Sarif, sorti en 2008. I Can't Think Straight de la même réalisatrice avec les deux mêmes actrices principales, est sorti la même année.

## Synopsis
Les années 1950 voient le début de l'apartheid en Afrique du Sud. Issue de la communauté indienne d'Afrique du Sud, Amina vit librement en tenant un café dont elle a fait un havre de paix.
De son côté, Miriam est une mère de famille dévouée qui n'a jamais eu conscience qu'elle pouvait faire des choix dans sa vie.

## Fiche technique
- Réalisation : Shamim Sarif
- Scénario : Shamim Sarif
- Production : Hanan Kattan
- Société de production : Enlightenment Productions (en)
- Durée : 94 minutes (1 h 34)

## Distribution
- Lisa Ray : Miriam
- Sheetal Sheth : Amina Harjan
- Parvin Dabas : Omar
- Nandana Sen : Rehmat
- David Dennis : Jacob
- Grethe Fox : Madeleine
- Colin Moss : De Witt
- Natalie Becker : Farah
- Rajesh Gopie : Sadru
- Bernard White : Mr. Harjan